# 교육테마열차
교육전용열차 또는 E-train(Education-Train)은 한국철도공사에서 운행하는 대한민국의 관광열차이다. 1998년 해태중공업 제작 무궁화호 특실을 개조하여 새마을호 등급으로 운행하며, 단체관광열차로 운행된다.

## 연혁
- 2004년 하반기: 단체관광열차 관광레저특급열차(TLX, Travel Leisure Express) 운행 개시. 교외선 서울야경열차, 정선선 정선5일장열차 등으로 운행했다. 당시 도색은 흰색 바탕에 무지개색 띠를 그려넣고, 각 객차마다 ‘꿈’·‘낭만’ 등의 단어를 써 넣은 형태였다.
- 2006년 9월 27일: 관광레저특급열차를 개편한 단체관광열차 레이디버드(LadyBird) 운행 개시.[1] 당시 도색은 빨간색 바탕에 검은색 점무늬를 그려넣어 무당벌레를 연상시키는 형태였다. 7300호대 디젤 기관차 2량과 발전차 2량이 객차와 동일한 도색을 하게 되었다.[2]
- 2010년 3월 13일: 레이디버드를 개편한 단체관광열차 통통통 뮤직카페트레인(通通通 MusicCafeTrain) 운행 개시.[3] 서울 - 춘장대 구간 등으로 운행하였다. 당시 도색은 레이디버드의 기존 도색에서 검은색 점무늬를 없앤 형태였다.
- 2012년 상반기: 2012 여수엑스포 로고를 차량에 부착함.
- 2012년 10월 20일~11월: 통통통 뮤직카페트레인의 객차를 활용하여 외씨버선길 관광열차 운행(9회).[4][5] 차량에 외씨버선길 로고를 부착하여 운행했다.
  - 이후 2013년 10월부터 11월까지 외씨버선길 관광열차가 다시 운행했으나, 이때는 통통통 뮤직카페트레인과는 관계 없이, 일반 무궁화호/새마을호 객차를 이용하였다.[6]
- 2013년 9월 18일: 통통통 뮤직카페트레인 최종 운행.
- 2014년 7월 2일: 교육전용열차 운행 개시.[7]
- 2022년 8월: 무궁화호 도색으로 재도색

## 차량 번호
11301-11305호는 2004년 4월 1일에 무궁화호 특실 제도가 폐지되어 사용 중지된 특실 객차를 개조한 차량이다. 11306-11309호는 관광레저특급열차를 레이디버드로 개편하면서 로윈에서 개조한 차량이다. 
| 차호     | 도입 시기 | 개조 시기  | 운행 중단 시기 | 비고        |
| -------- | --------- | ---------- | -------------- | ----------- |
| 11301 호 | 1998년    | 2004년     | 운행 중        | 구 11264 호 |
| 11302 호 | 1998년    | 2004년     | 운행 중        | 구 11269 호 |
| 11303 호 | 1998년    | 2004년     | 운행 중        | 구 11270 호 |
| 11304 호 | 1998년    | 2004년     | 운행 중        | 구 11273 호 |
| 11305 호 | 1998년    | 2004년     | 운행 중        | 구 11276 호 |
| 11306 호 | 1998년    | 2006년 9월 | 운행 중        |             |
| 11307 호 | 1998년    | 2006년 9월 | 운행 중        |             |
| 11308 호 | 1998년    | 2006년 9월 | 운행 중        |             |
| 11309 호 | 1998년    | 2006년 9월 | 운행 중        |             |